# Tjänare och tjänarinna
Tjänare och tjänarinna (engelska: Manservant and Maidservant, i USA som Bullivant and the Lambs) är en roman av den engelska författaren Ivy Compton-Burnett som gavs ut 1947 på originalspråk samt i svensk översättning av Anders Österling på Albert Bonniers förlag 1951. Det är den enda av Compton-Burnetts böcker som översatts till svenska.